# Cantu in re
Il cantu in re (o boghe in re) è un genere di canto, diffuso in Sardegna. È la forma metrico-musicale sulla quale è fondato il cantu a chiterra, è uno dei modèle mère (modello generatore) come lo ha definito Bernard Lortat-Jacob. 

## Caratteristiche
Il modello generatore non è una forma completamente e pienamente definita, come si può facilmente verificare ascoltando due versioni eseguite dallo stesso cantadore in due momenti diversi.
Per cui il modello generatore è sostanzialmente trasformabile e permette una serie di variazioni, che si manifestano in particolari forme di esecuzione. La dimensione dinamica
del modello generatore si può quindi dedurre dalle realizzazioni specifiche
- varianti e variazioni - delle quali è il riferimento. Le variazioni sono decise dal cantadore al momento dell'esecuzione, durante la gara. Il tipo di verso usato è l'ottonario raddoppiato che forma così un distico ed esso stesso è ripetuto due volte. 
Ogni voce del Cantu in Re è cantata su un distico di due ottonari.
Il canto in re è il primo canto che si esegue durante la gara del cantu a chiterra, i versi talvolta sono quelli dei poeti estemporanei oppure dei poeti a tavolino come  Melchiorre Murenu, Paolo Mossa, Giorgio Pinna (1902-1970) o di poeti anonimi. 

## Le varianti
Dal cantu in re derivano alcune varianti quali il canto a s'Othieresa (all'ozierese), a sa Piaghesa (alla ploaghese), S'isolana che, a sua volta, è una versione semplificata della cosiddetta Piaghesa antiga (cioè “la ploaghese antica”).